# 597966 Laihe
597966 Laihe este o planetă minoră (asteroid) din centura de asteroizi. A fost descoperită pe 12 ianuarie 2008 la Lulin Observatory⁠(d) de . 
Obiectul prezintă o orbită caracterizată de o semiaxă mare de 2,3546299414502 UAi, o excentricitate de 0,17904445499579, o înclinație de 22,616821640355 ° în raport cu ecliptica.